# Timbiré
Timbiré ist eine Ortschaft und eine Parroquia rural („ländliches Kirchspiel“) im Kanton Eloy Alfaro der ecuadorianischen Provinz Esmeraldas. Die Parroquia besitzt eine Fläche von 22,08 km². Die Einwohnerzahl lag im Jahr 2010 bei 1037.

## Lage
Die Parroquia Timbiré liegt im Küstentiefland im Nordwesten von Ecuador. Der Río Santiago fließt entlang der östlichen Verwaltungsgrenze nach Norden. Der Hauptort Timbiré befindet sich am Linksufer des Río Santiago 35 km südsüdöstlich vom Kantonshauptort Valdez. Eine 14,5 km lange Nebenstraße führt von Timbiré über Colón Eloy del María zur Fernstraße E15 (Esmeraldas–San Lorenzo).
Die Parroquia Timbiré grenzt im Osten an die Parroquia Concepción (Kanton San Lorenzo), im Süden an die Parroquia Selva Alegre, im Westen an die Parroquia Colón Eloy del María sowie im Norden an die Parroquia Maldonado.

## Geschichte
Die Comunidad Timbiré entstand im Jahr 1901. Die Gründung der Parroquia Timbiré wurde am 22. April 1992 im Registro Oficial N° 935 bekannt gemacht und damit wirksam.